# Sterculia hypochroa
Sterculia hypochroa är en malvaväxtart som beskrevs av Jean Baptiste Louis Pierre. Sterculia hypochroa ingår i släktet Sterculia och familjen malvaväxter. Inga underarter finns listade i Catalogue of Life.